# Zoé Duchesne
Pour les articles homonymes, voir Duchesne.
Zoé Duchesne est une actrice canadienne et mannequin.

## Jeux d'acteur
Une de ses performances a consisté à se montrer partiellement dénudée sur le tapis rouge du festival de Cannes 2014 avant d'être expulsée par la sécurité,

## Filmographie
- 2012 : Jukebox Motel de Julien Paolini[3]
- 2017 : Les Ex de Maurice Barthélémy
- 2014 : In America (série télévisée)
- 2021 : La Meilleure Version de moi-même de Blanche Gardin

## Expositions
- 2015 : Poupée, Arsenal de Montréal[4]
- 2018 : Poupée, Galerie Marguerite Milin[5]
- 2018 : Je chie, donc je suis, Galerie Inside Art, en collaboration avec son chien Raffy[6]

## Mannequinat
- 2010 : Sports Illustrated Swimsuit Issue[1]

Marques :  Chanel, Revlon, Guess, Tommy Hilfiger, Clarins, Victoria Secret, Gap